# 다키네정

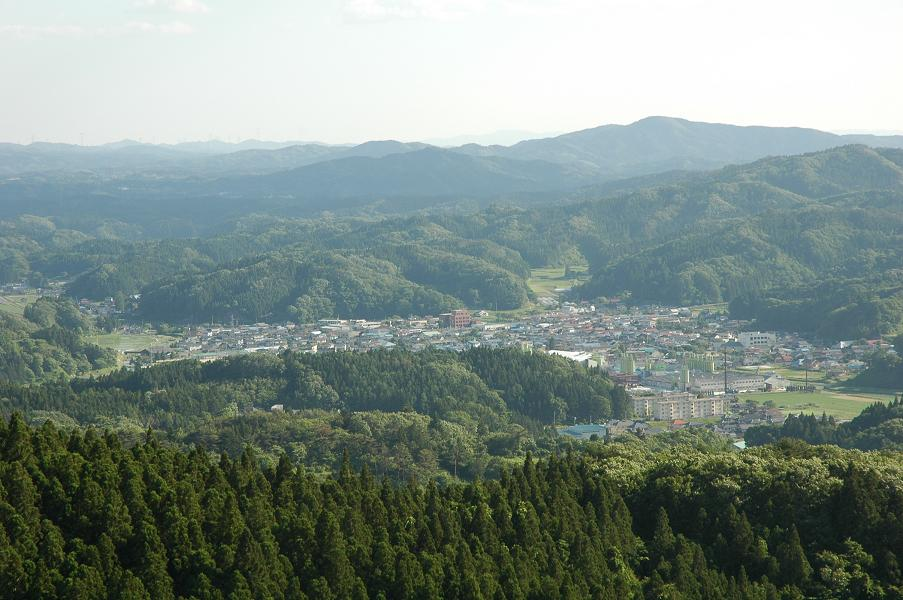

다키네정(滝根町)은 후쿠시마현 다무라군에 있던 정이다. 2005년 3월 1일 다키네정 등 5개 정·촌이 합병하여 다무라시가 신설되고 폐지되었다. 다키네는 다무라시의 지명이 되었다.

## 역사
- 1889년 4월 1일 - 정촌제 시행에 의해 다키네촌이 성립하였다.
- 1940년 4월 1일 - 정으로 승격하였다.
- 2005년 3월 1일 - 다키네정 및 다무라군의 후네히키정, 오고에정, 도키와정, 미야코지촌 등 5개 정·촌이 합병하여 다무라시가 신설되고, 다키네정 등은 폐지되었다.

## 교육
- 다무라 시립 다키네 중학교
- 다무라 시립 다키네 초등학교

## 교통

### 철도
- 동일본 여객철도 반에쓰토선